# Le Plagnal
Le Plagnal – miejscowość i gmina we Francji, w regionie Owernia-Rodan-Alpy, w departamencie Ardèche.
Według danych na rok 1990 gminę zamieszkiwało 70 osób, a gęstość zaludnienia wynosiła 4 osób/km² (wśród 2880 gmin regionu Rodan-Alpy Le Plagnal plasuje się na 1549. miejscu pod względem liczby ludności, natomiast pod względem powierzchni na miejscu 624.).